# Собор Святого Ансгара
Собор Святого Ансгара — католический собор в Копенгагене, кафедральный собор
епархии Копенгагена, памятник архитектуры. Освящён во имя святого Ансгара.

## История
После победы Реформации в Дании католицизм был запрещён. Закон 1569 года о надзоре за иммигрантами жёстко пресекал любое проникновение в страну католических миссионеров, а закон 1624 года прямо запрещал появление в Дании католических священников под угрозой смертной казни. После окончания Тридцатилетней войны этот закон был слегка смягчён, католическим священникам разрешалось служить капелланами при посольствах католических стран. С 1648 по 1659 год капелланом при испанской миссии в Дании служил поэт и дипломат Бернардино де Ребольедо.
В 1764 году была основана католическая часовня на Бредгаде на том месте, где находится современное здание собора. Часовня обслуживала, главным образом, дипломатов из Священной Римской империи, её строительство и содержание было профинансировано императрицей Марией Терезией.
Смягчение религиозной политики в стране произошло в середине XIX века, свобода вероисповедания в стране была полностью восстановлена в 1849 году после принятия демократической конституции и перехода к конституционной монархии; однако уже в 1840 году стало возможным начало строительства здания католической церкви на месте капеллы австрийского двора.
Храм в стиле неоклассицизм строился в 1840—1842 годах по проекту архитектора германского происхождения Густава Фридриха фон Хеча. 1 ноября 1842 года храм был освящён.
После того, как 29 апреля 1953 года апостольский викариат Дании был преобразован в епархию Копенгагена, которая включает в себя кроме всей территории собственно Дании, также Гренландию и Фарерские острова, собор святого Ансгара стал кафедральным собором этой епархии.
С 1988 по 1992 год в соборе проходили реставрационные работы. Реликварий справа от алтаря Девы Марии, согласно церковному преданию содержит череп папы Луция I.

## Архитектура
Собор — однонефная базилика в неоклассическом стиле. Длина храма около 31 метров, ширина и высота — 13 метров. Церковь рассчитана примерно на 300 сидячих мест. Скамьи в соборе не менялись с момента его постройки, так что на некоторых из них ещё можно видеть герб Габсбургов, под покровительством которых церковь первоначально находилась.
Витражи собора созданы в 1885—1894 годах. Собор располагает обширной коллекцией старинных картин и скульптур.